# Bifonazol
Bifonazol (łac. Bifonazolum) – organiczny związek chemiczny stosowany jako lek przeciwgrzybiczy z grupy pochodnych imidazolu. Wykazuje działanie grzybobójcze, grzybostatyczne oraz przeciwbakteryjne. Stosowany przeciwko dermatofitom, drożdżom, pleśniom i innym grzybom, takim jak np. Malassezia furfur. Wykazuje także działanie przeciwko Corynebacterium minutissimum (wywołującym łupież rumieniowy). Jest inhibitorem cytochromu P450 17A1 (CYP17A1), który katalizuje syntezę wszystkich ludzkich androgenów. Hamuje syntezę ergosterolu na dwóch różnych poziomach, tj. blokuję demetylację 24-metylenodihydrolanosterolu oraz przemianę 3-hydroksy-3-metylo-glutarylokoenzymu A (HMG-CoA). Wyróżnia się w ten sposób zarówno spośród pochodnych imidazolu, jak i innych leków przeciwgrzybiczych, które działają tylko na jednym poziomie. Hamowanie syntezy ergosterolu prowadzi do strukturalnej i funkcjonalnej niewydolności błony cytoplazmatycznej.

## Wskazania
- zakażenia grzybicze skóry
- grzybica paznokci wywołana przez pleśnie, drożdżaki i dermatofity
- łupież pstry i rumieniowy

## Przeciwwskazania
- nadwrażliwość na lek

## Działania niepożądane
- zaczerwienienie
- pieczenie
- łuszczenie
- świąd
- podrażnienie skóry
- reakcje alergiczne

## Preparaty
- Mycospor – krem 1%
- Mycospor Onychoset – maść 1%

## Dawkowanie
Zewnętrznie, według zaleceń lekarza. Na zmienione chorobowo okolice skóry nanieść warstwę kremu lub maści. Czas leczenia to około 2-4 tygodnie.